# Paratemnoides
Paratemnoides es un género de pseudoescorpiones  de la familia Atemnidae. En 1991 Mark Harvey describió el género. Contiene las siguientes especies:
- Paratemnoides aequatorialis
- Paratemnoides assimilis
- Paratemnoides borneoensis
- Paratemnoides curtulus
- Paratemnoides ellingseni
- Paratemnoides elongatus
- Paratemnoides feai
- Paratemnoides guianensis
- Paratemnoides indicus
- Paratemnoides indivisus
- Paratemnoides insubidus
- Paratemnoides insularis
- Paratemnoides japonicus
- Paratemnoides laosanus
- Paratemnoides magnificus
- Paratemnoides mahnerti
- Paratemnoides minutissimus
- Paratemnoides nidificator
- Paratemnoides obscurus
- Paratemnoides pallidus
- Paratemnoides perpusillus
- Paratemnoides persimilis
- Paratemnoides philippinus
- Paratemnoides plebejus
- Paratemnoides pococki
- Paratemnoides redikorzevi
- Paratemnoides robustus
- Paratemnoides salomonis
- Paratemnoides sinensis
- Paratemnoides singularis
- Paratemnoides sumatranus